# 汤河 (太子河)
汤河，位于中华人民共和国辽宁省东部的一条河流，是太子河左岸支流，上游也称下达河，发源于辽阳县吉洞峪满族乡兴隆沟村以南的韩家岭，蜿蜒向北流经吉洞峪乡、隆昌镇、八会镇、下达河乡、汤河水库、辽阳市弓长岭区汤河镇、安平街道、安平乡等地，最后于文圣区小屯镇汇入太子河。河流全长90.7千米，流域面积1466平方千米，年均径流量3.414亿立方米。汤河河道较陡，水流湍急，河床不稳，易泛滥。流域内森林覆盖率较高，水土保持较好，矿产资源丰富，有著名的弓长岭铁矿。